# Bondage Fruit
Bondage Fruit est un groupe japonais de rock étiqueté comme zeuhl ou rock in Opposition.
Le guitariste Kido Natsuki est également membre du groupe Salle Gaveau.

## Discographie
- 1994 : Bondage Fruit I
- 1996 : Bondage Fruit II
- 1997 : Bondage Fruit III - Récit
- 1999 : Bondage Fruit IV
- 2002 : Bondage Fruit V - Skin
- 2005 : Bondage Fruit VI